# Охрімівка (Мелітопольський район)
Охрі́мівка — село в Україні, у Кирилівській селищній громаді Мелітопольського району Запорізької області. До 3 липня 2017 року — адміністративний центр Охрімівської сільської ради. Населення становить 2094 осіб.

## Географія
Село Охрімівка розташоване на правому березі Молочного лиману, вище за течією на відстані 3 км розташоване село Шелюги, нижче за течією на відстані 2 км розташоване село Косих. Поруч проходить автошлях територіального значення Т 0820.

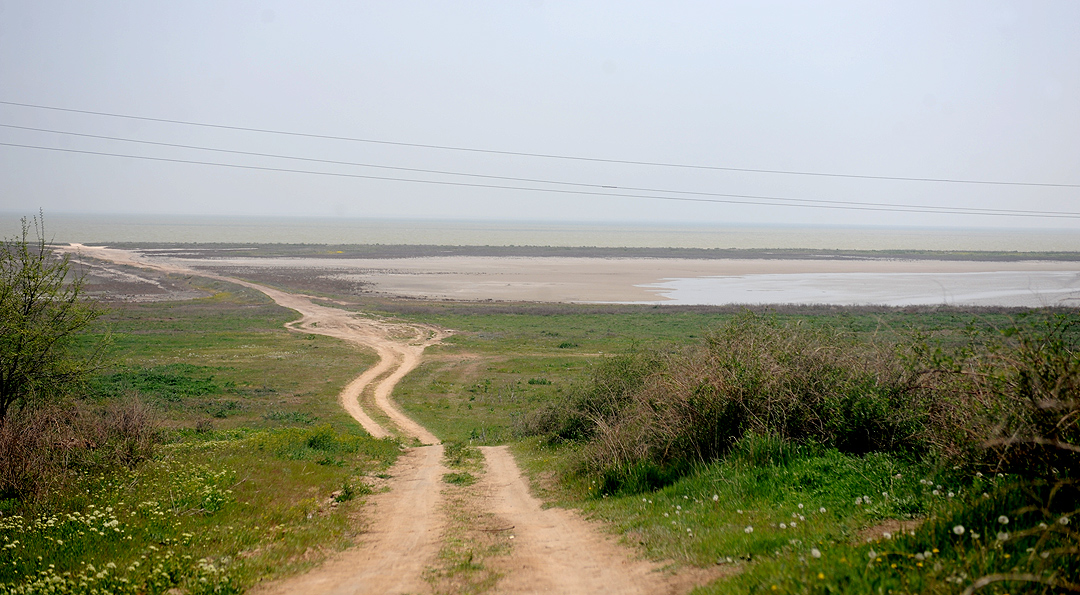
Дорога до Молочного лиману
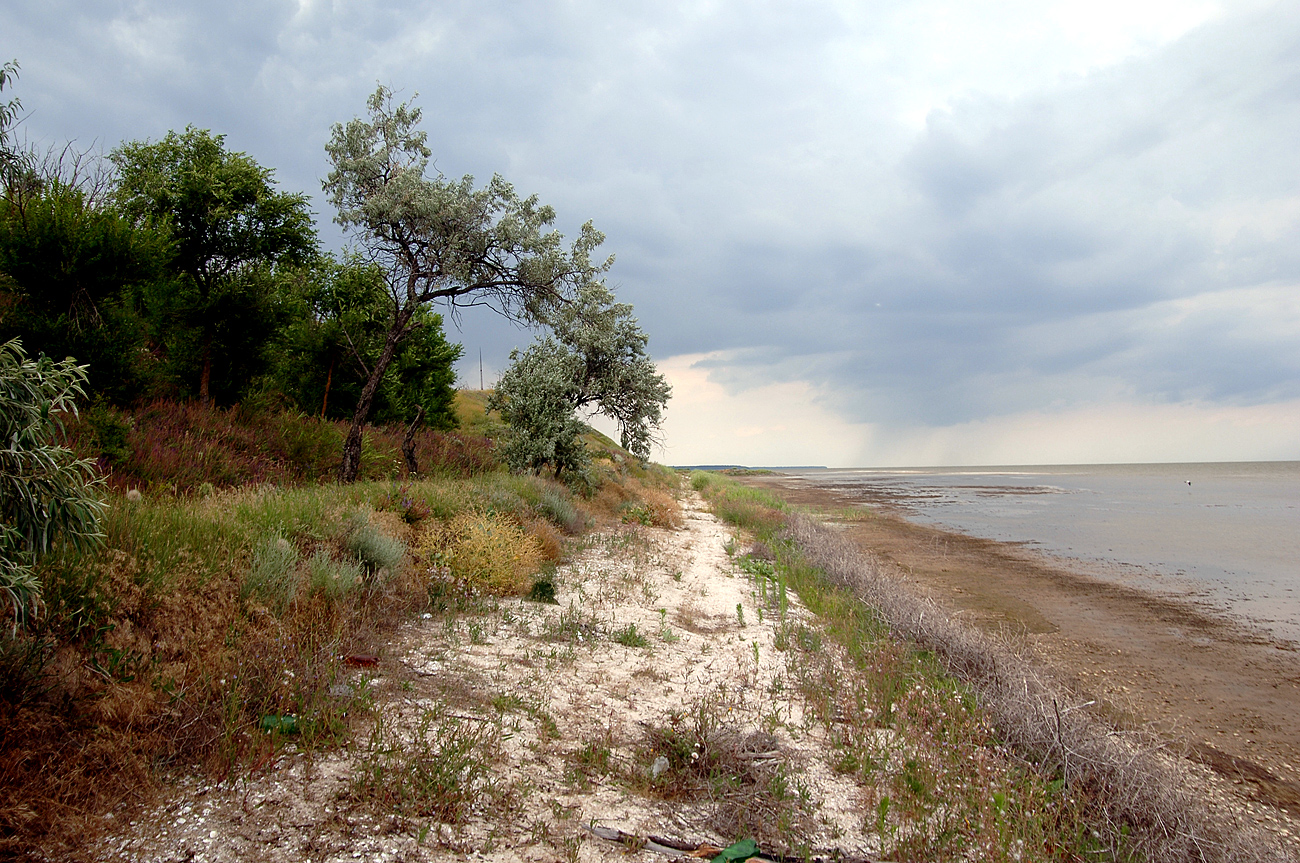
Берег Молочного лиману неподалік від села
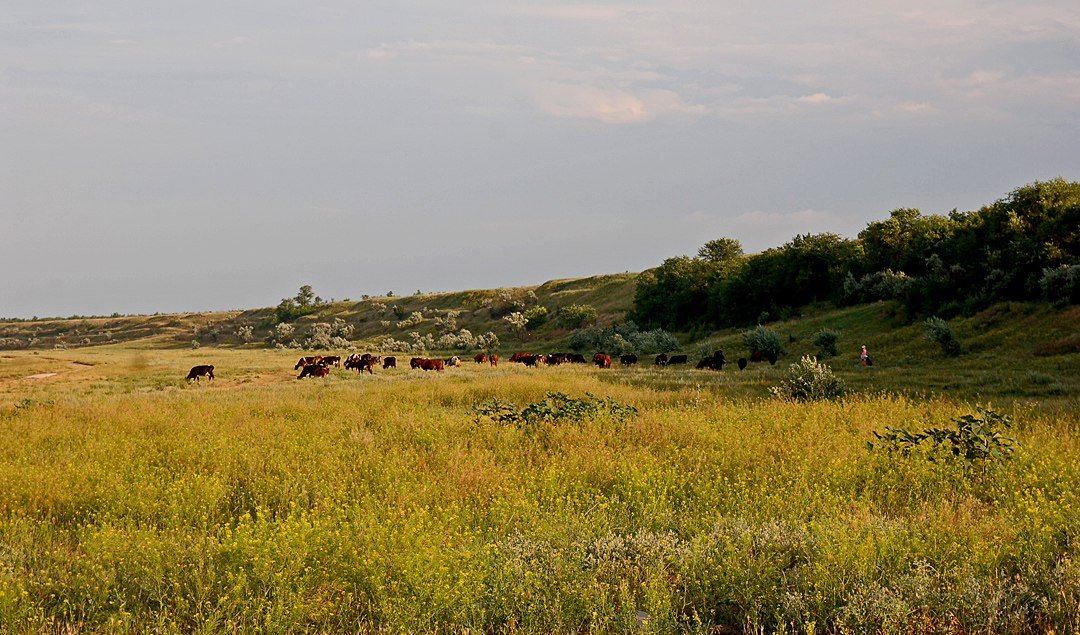
Вигін

## Історія
Село засновано 1809 року духоборами, переселенцями з Тамбовської та Курської губерній, а також українськими селянами з Полтавської і Таврійської губерній.
Станом на 1886 рік у селі, центрі Охрімівської волості Мелітопольського повіту Таврійської губернії, мешкало 2179 осіб, налічувалось 250 дворів, існували православна церква, 2 школи, 2 лавки, бондарня, 2 кожевених заводи, відбувалось 2 ярмарки на рік: 15 серпня та сирної неділі. За 34 версти — 6 рибних заводів. За 57 версти — 14 рибних заводів.
Під час організованого радянською владою Голодомору 1932—1933 років померло щонайменше 103 жителі села.
У роки застою в Охрімівці розміщувався колгосп «Прапор комунізму», що спеціалізувався на вівчарстві. 1975 року в колгоспі був побудований один з найбільших в Україні вівчарських комплексів на 15 000 голів овець, щорічно виробляв 140 тонн баранини і 60 тонн вовни.
3 липня 2017 року Охрімівська сільська рада, в ході децентралізації, об'єднана з Кирилівською селищною громадою.
17 липня 2020 року, в результаті адміністративно-територіальної реформи та ліквідації Якимівського району, село увійшло до складу Мелітопольського району.

## Населення

### Мова
Розподіл населення за рідною мовою за даними перепису 2001 року:
| Мова            | Кількість | Відсоток |
| --------------- | --------- | -------- |
| українська      | 1645      | 78.56%   |
| російська       | 423       | 20.18%   |
| вірменська      | 20        | 0.96%    |
| білоруська      | 2         | 0.10%    |
| румунська       | 1         | 0.05%    |
| циганська       | 1         | 0.05%    |
| інші/не вказали | 2         | 0.10%    |
| Усього          | 2094      | 100%     |

## Об'єкти соціальної сфери
- Середня загальноосвітня школа. Заснована близько 1850 року, Охрімівська школа вважається найстарішим навчальним закладом Якимівського району. Нинішню будівлю школи було побудовано колгоспом «Прапор комунізму» 1968 року.
- Заклад дошкільної освіти.
- Будинок культури.
- 2 клуби.
- Будинок відпочинку «Золотий берег».
- Поліклініка.
- Аптека.

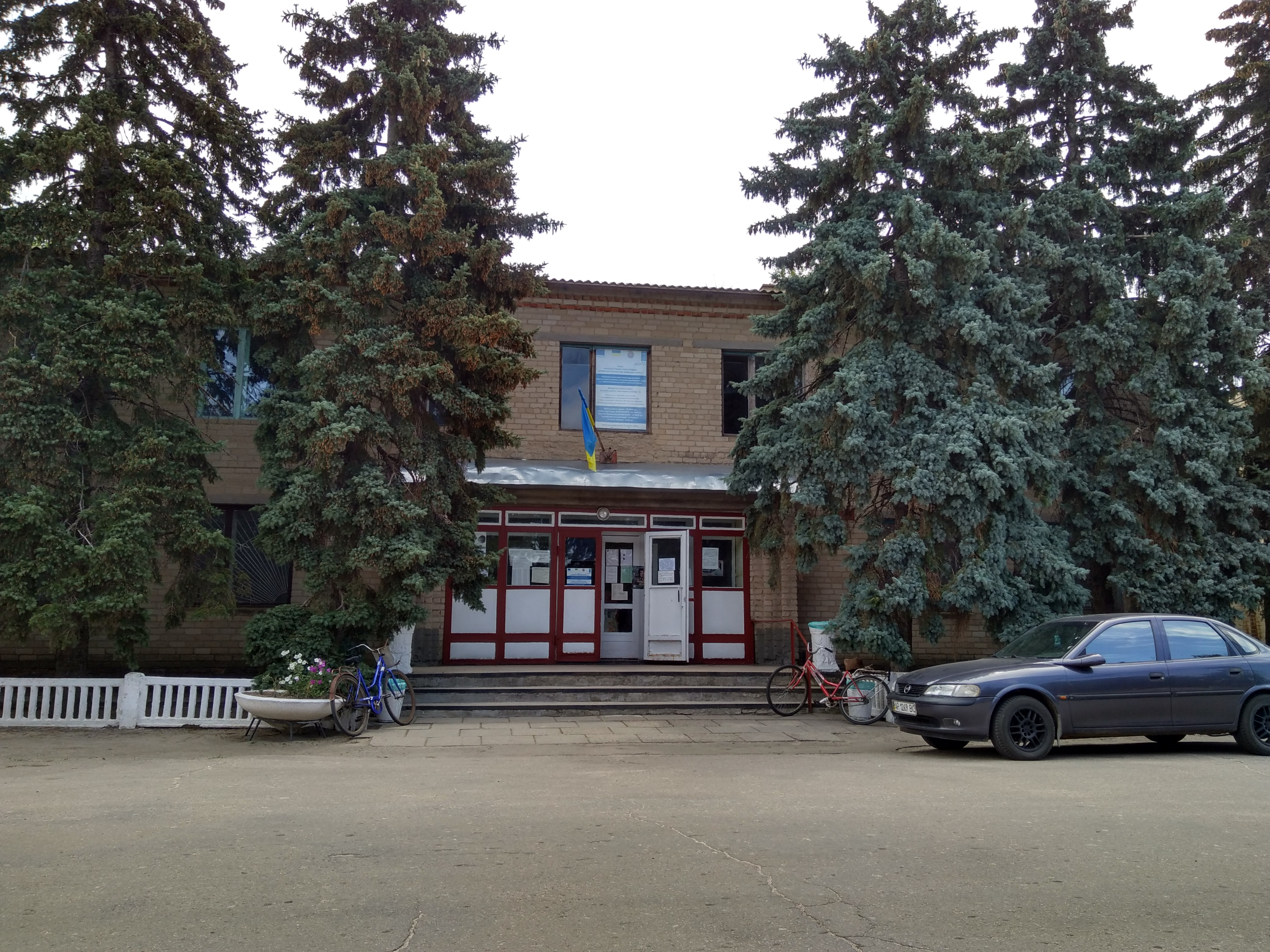
Будівля сільради
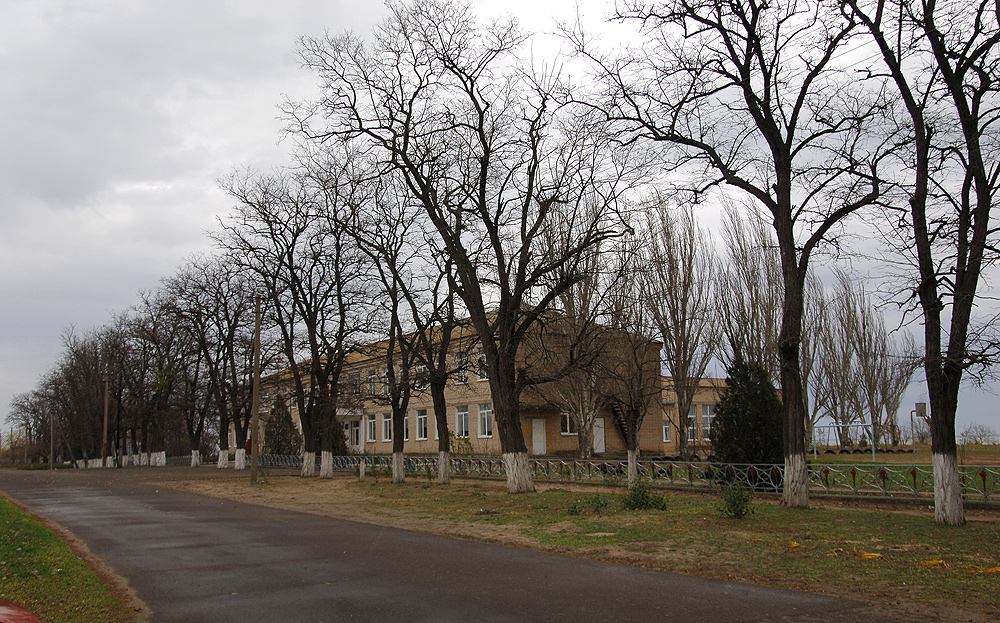
Школа
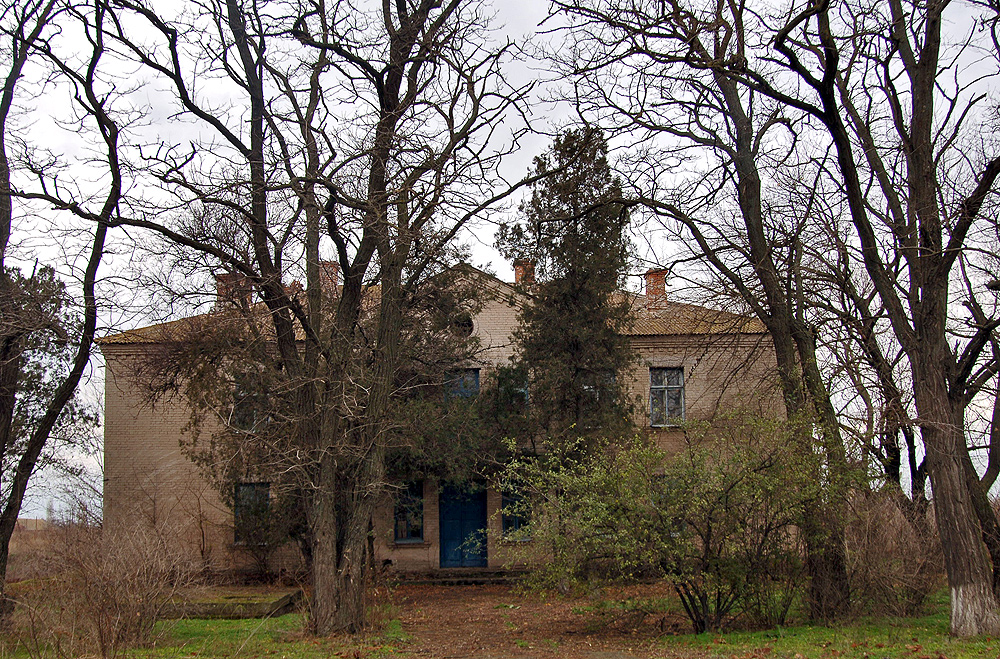
Лікарня
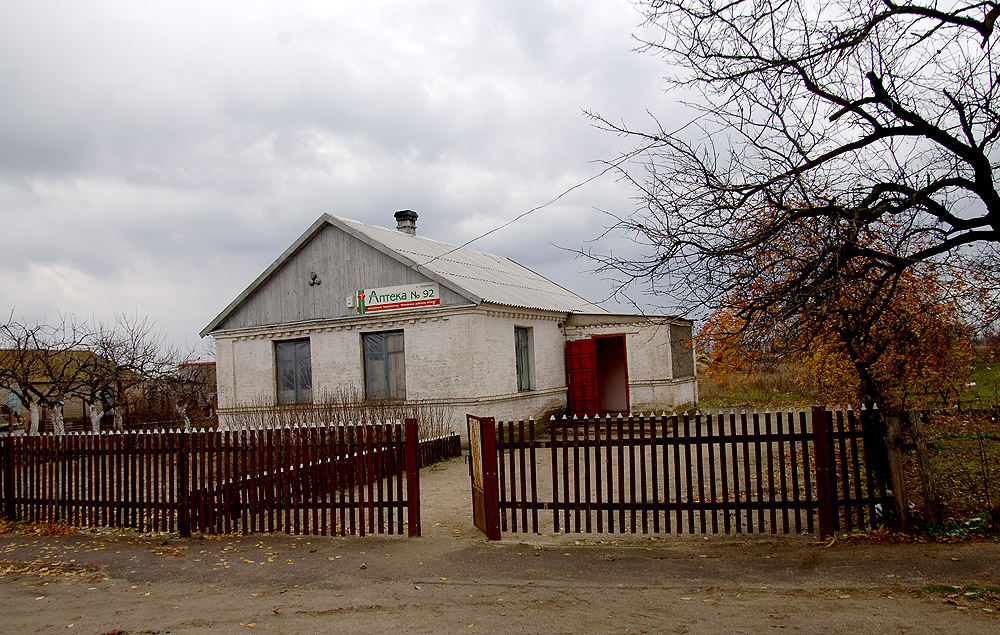
Аптека

Наприкінці квітня 2019 року в селі Охрімівка завершено будівництво міні-футбольного поля. Вартість проєкту склала 1,4 млн ₴.
26 червня 2020 року в Охрімівці відбулося урочисте відкриття скверу, який висаджений і облаштований завдяки проєкту «Древо майбутнього», в рамках реалізації Програми ООН з відновлення та розвитку миру за фінансовою підтримкою Європейського Союзу і софінансування Кирилівської селищньої ради. Відповідно проєкту було висаджено 60 берез, 200 катальп, 30 ялинок, 40 кустів туї, 50 кустів можевельника, значну кількість кустів бірючини, піраконти та барбарису. Проведено благоустрій скверу: укладено понад 200 м² тротуарної плитки, встановлені лавки та урни для сміття.

## Пам'ятки
- Правий берег Молочного лиману — ботанічний заказник місцевого значення, розташований на околиці села.
- Меморіал у пам'ять односельцям, загиблим у Другій світовій війні.

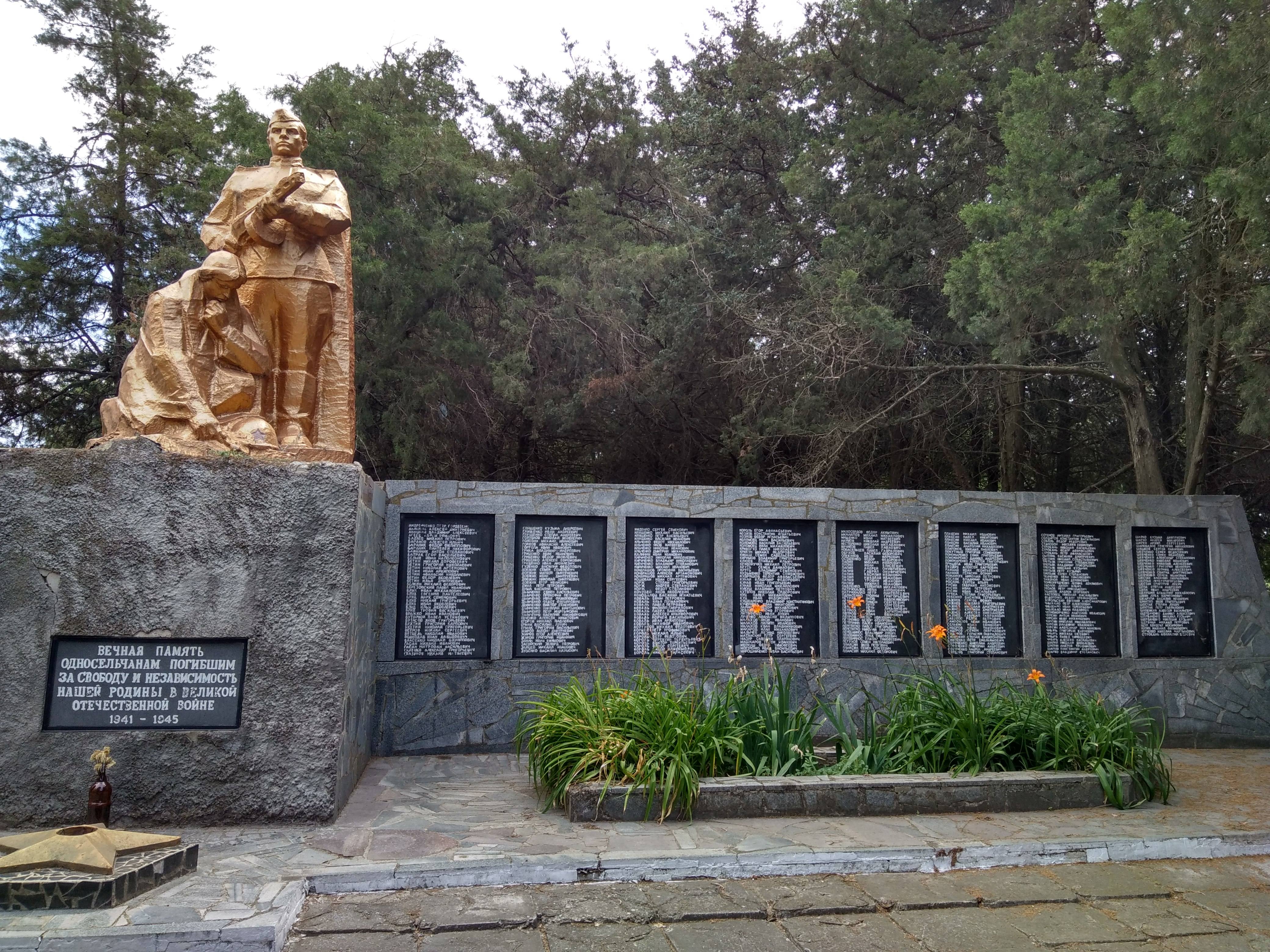
Меморіал у пам'ять односельцям, загиблим у Другій світовій війні
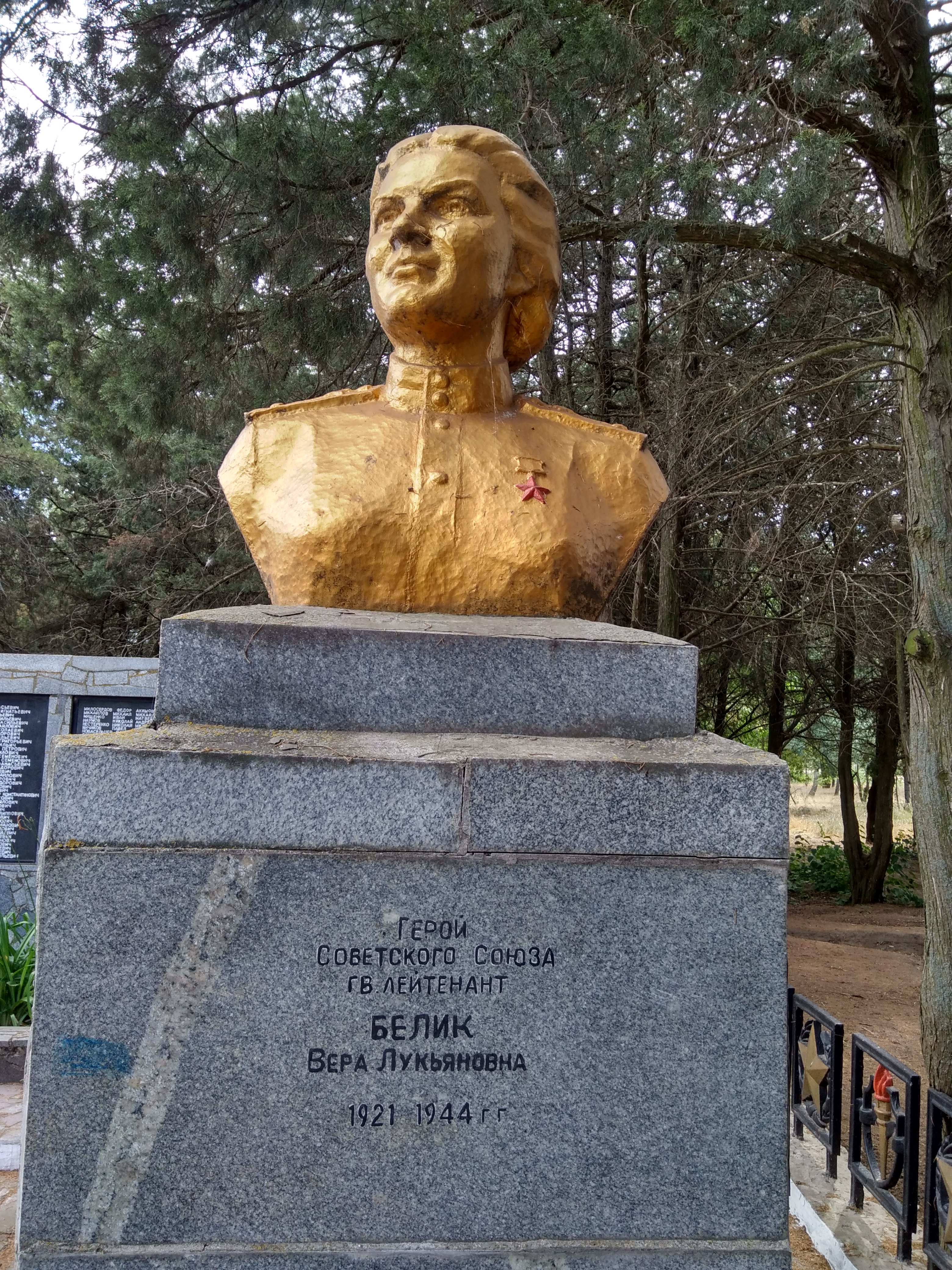
Пам'ятник Вірі Білик

## Відомі особи
Уродженці:
- Білик Віра Лук'янівна (1921—1944) — військова льотчиця, учасниця Другої світової війни, Герой Радянського Союзу. У селі встановлено пам'ятник на її честь.
- Лобов Дмитро Олексійович (1992—2014) — солдат Збройних сил України, учасник російсько-української війни, загинув під Іловайськом.